# Garden River n.º 490
Garden River n.º 490 es un municipio rural canadiense situado en la provincia de Saskatchewan.

## Superficie
Garden River n.º 490 tiene una superficie de 656,6 km².

## Demografía
En 2021, tenía 647 habitantes, una densidad poblacional de 1 hab./km², y 295 viviendas.